# Podocarpus coriaceus
Podocarpus coriaceus är en barrträdart som beskrevs av Louis Claude Marie Richard. Podocarpus coriaceus ingår i släktet Podocarpus och familjen Podocarpaceae. IUCN kategoriserar arten globalt som livskraftig. Inga underarter finns listade i Catalogue of Life.